# Joaquín Vara de Rey

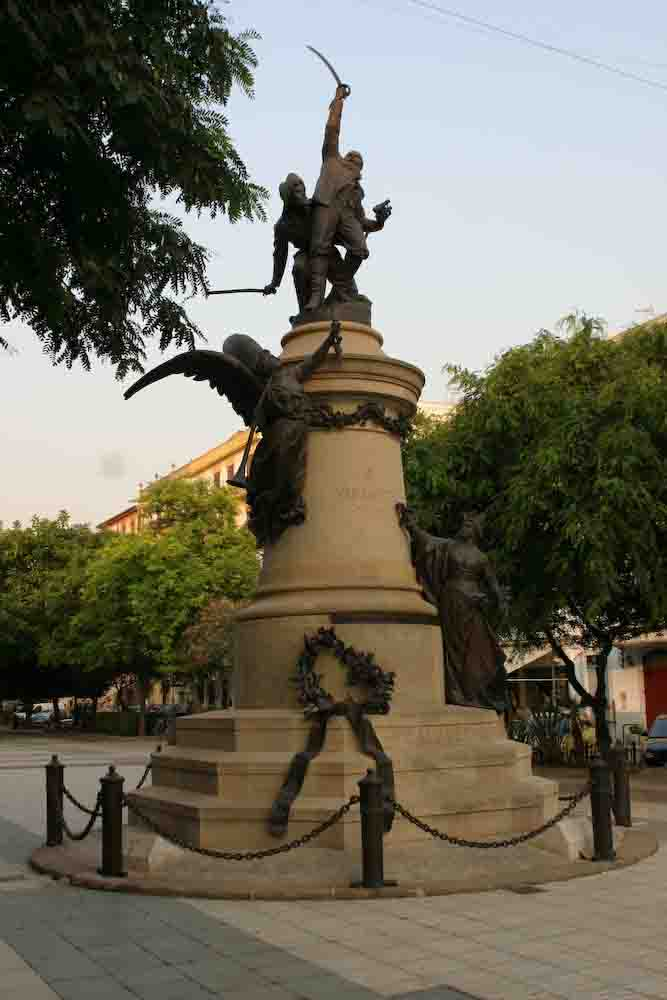
Monumento a Vara de Rey en Ibiza.

Joaquín Vara de Rey y Rubio (Ibiza; 14 de agosto de 1841-Santiago de Cuba; 1 de julio de 1898) fue un militar y político español, héroe de la guerra de Cuba por su defensa del fortín de El Viso en 1898.

## Biografía
Se graduó en el Colegio General como subteniente, ascendiendo al grado de teniente en 1862. Combatió las rebeliones cantonales de Cartagena y Valencia y luchó en la tercera guerra carlista. En 1884 solicitó su traslado a Filipinas donde se le dio el mando del Regimiento de España, en 1890 fue nombrado gobernador político militar de las Islas Marianas y seguidamente de Zamboanga. Al año siguiente fue ascendido a coronel y regresó a España.

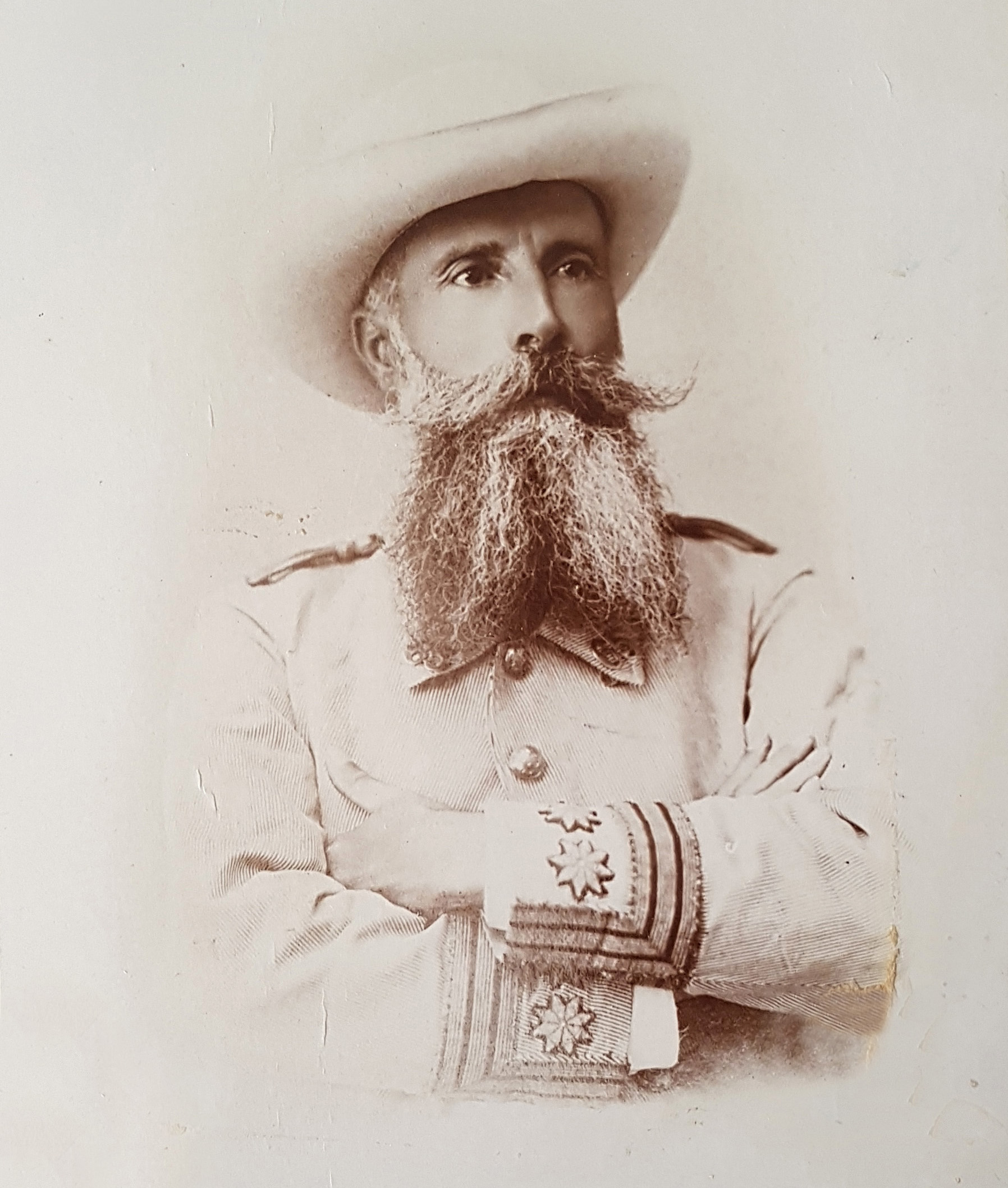
Fotografía de Joaquín Vara de Rey tomada en Ávila antes de ser destinado a Cuba

De regreso a España se le asignó la comandancia de la guarnición de Ávila hasta abril de 1895. Posteriormente se presentó voluntario para servir en Cuba. Fue nombrado comandante militar de Bayamo. Mandó el regimiento que luchó en la Batalla de Loma de Gato, en la que los españoles acabaron con el cabecilla rebelde José Maceo, hermano de Antonio Maceo. Debido a su brillante actuación fue promovido a brigadier general.

### Guerra de Cuba y muerte
Tras el desembarco norteamericano en la isla, el general Shafter envió al 5.º Cuerpo de Ejército contra Santiago de Cuba el 1 de julio de 1898. Desde el día anterior, las tropas estadounidenses y sus aliados cubanos habían estado tomando posiciones al lado este de la ciudad con la intención de comenzar el ataque al amanecer. El 5.º Cuerpo estadounidense estaba organizado en tres Divisiones y dos brigadas independientes que sumaban unos 18.000 hombres. El Caney era una pequeña posición defensiva apoyada sobre el fortín de El Viso, sin artillería ni ametralladoras, con una guarnición de 550 hombres al mando de Vara de Rey. Shafter decidió tomar esta posición con el fin de no dejar tropas españolas sobre su flanco derecho. La misión se la encomendó a la 2.ª División del general Henry Lawton, 6.899 hombres apoyados por una batería de artillería (4 cañones de 81 mm) al mando del capitán Capron. Esta acción se conoció como la Batalla de El Caney.
El combate comenzó con la primera luz del día cuando los norteamericanos sometieron al fuego artillero las edificaciones y los pequeños fortines de madera de El Caney. Una hora después avanzaba la primera oleada de asaltantes, que se vio frenada por las descargas cerradas que los soldados españoles realizaban con sus Mauser. Los norteamericanos creyeron que los españoles huirían ante su aplastante superioridad numérica (10:1), pero a las 9 de la mañana ya había quedado claro que los españoles se preparaban para resistir. El propio Vara de Rey se paseaba impasible por las trincheras animando a sus hombres.
Lawton había calculado una hora, o dos como máximo, para que sus hombres desalojaran a los 550 españoles de El Caney, pero necesitó cerca de 12 horas. Las oleadas de asaltantes se sucedieron una tras otra, pero fueron rechazadas sistemáticamente por los españoles. La artillería estadounidense cambió de posición y se aproximó a El Viso, núcleo de la resistencia, y su fuego empezó a batir con eficacia el fortín, cuyos muros empezaron a ser demolidos por los impactos continuos que recibían. Con El Viso casi destruido y ya pasadas las 4 de la tarde, tuvo lugar un nuevo y feroz asalto, que fue frenado ante los mismos muros del fortín. Vara de Rey siguió, a pesar de sus heridas, arengando a sus hombres. A las 5 El Viso fue tomado, sólo quedaban allí muertos y algunos heridos. La artillería se situó en el mismo fortín para poder batir las casas del pueblo y las trincheras. La resistencia era ya inútil y los pocos defensores que quedaban, 84 de los 550, se retiraron ordenadamente hacia Santiago dirigidos por el teniente coronel Puñet.
Cuando era retirado el general Vara de Rey cargado por dos camilleros, tanto el postrado general como sus cargadores fueron atacados a tiros por tropas de los insurrectos, o mambises. El general herido fue ejecutado en su camilla, y bajo el fuego de los rebeldes cubanos, sus camilleros abandonaron el cuerpo.
En la batalla murieron también su hermano, el capitán de infantería Antonio Vara de Rey, y su sobrino, el segundo teniente Alfredo Vara de Rey. El general Vara de Rey recibió la Cruz Laureada de San Fernando a título póstumo por parte de España y debido a su heroica actuación, mientras que, en reconocimiento de ese mismo valor, el ejército estadounidense enterró al general Vara de Rey con todos los honores. Pasando así a engrosar la lista de hombres y acciones que darían una imagen heroica del "soldado español" ante el público norteamericano de la época.
Finalizada la guerra, sus restos serían repatriados a España en 1898 con la colaboración estadounidense.